# 대한민국 해양경찰청

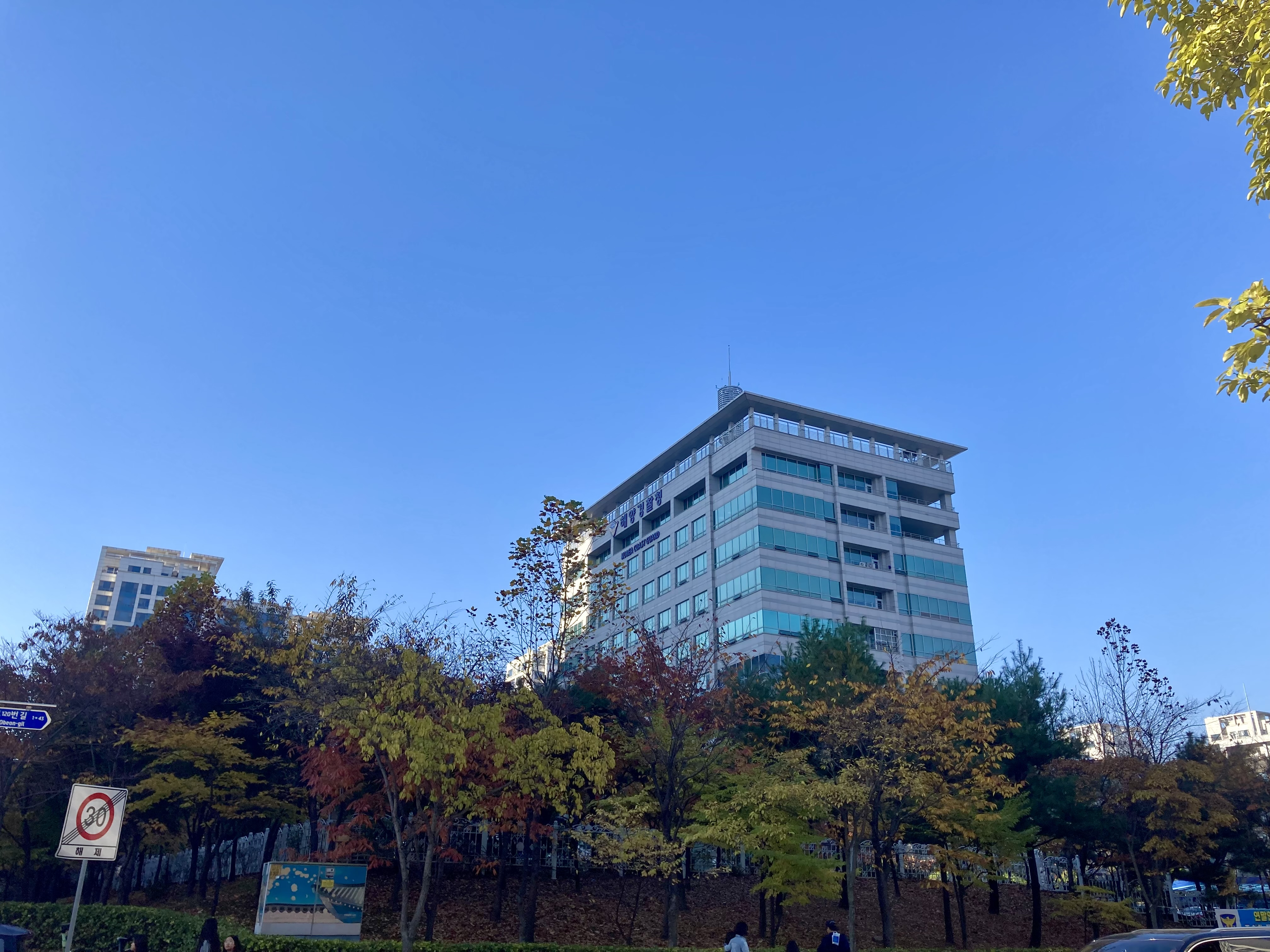
해양경찰청(해돋이로 130)

해양경찰청(海洋警察廳)는 해양에서의 경찰 및 오염방제에 관한 사무를 관장하는 대한민국의 중앙행정기관이다. 청장은 경찰청장과 동급인 치안총감으로, 차장은 치안정감으로 보한다.

## 소관 사무
- 해양에서의 경찰 및 오염방제에 관한 사무

## 역사
과거에 해양에서의 경찰 및 오염방제에 관한 사무를 관장하는 중앙행정기관인 해양경찰청이 존재했었다. 1996년 8월 8일 발족하였으며, 2014년 11월 19일 국민안전처 해양경비안전본부로 개편되면서 폐지되었다. 2014년 5월 19일, 박근혜 대통령은 대국민사과문에서 세월호 침몰 사고 구조 실패의 책임을 물어 해양경찰청을 해체하겠다고 발표했다. 해양경찰청이 폐지되면서, 해상을 제외한 지역에서의 수사 및 정보 기능은 경찰청으로, 해양 경비 및 구조·구난·해상 수사 기능은 신설되는 국민안전처 산하 해양경비안전본부로 이관되어, 미국의 해안경비대나 일본의 해상보안청과 유사한 조직으로 개편되었다. 이후 문재인 정부가 들어서면서, 해양경찰청은 2017년 7월 26일에 해양수산부의 외청으로 독립해 부활하였다.

### 연혁
- 1953년 12월 14일: 내무부 치안국 경비과 소속으로 해양경찰대 설치.[5]
- 1955년 8월 19일: 해무청 해양경비과 소속 해양경비대로 개편.[6]
- 1962년 5월 5일: 내무부 소속 해양경찰대로 개편.[7]
- 1964년 2월 22일: 부산시 대청동으로 청사 이전.
- 1979년 10월 12일: 인천시 북성동으로 청사 이전.
- 1991년 7월 31일: 경찰청 소속 해양경찰청으로 개편.[8]
- 1996년 8월 8일: 해양수산부의 외청으로 소속 변경.[9]
- 2001년 6월 30일: 한·중 어업협정 발효.
- 2002년 1월 9일: 해양경찰특공대 창설.
- 2005년 11월 28일: 인천 송도신도시로 청사 이전.[10]
- 2008년 2월 29일: 국토해양부의 외청으로 소속 변경.[11]
- 2013년 3월 23일: 해양수산부의 외청으로 소속 변경.[12]
- 2014년 11월 19일: 국민안전처의 하부조직인 해양경비안전본부로 개편.[13]
- 2017년 7월 26일: 경찰청으로부터 수사 및 정보에 관한 사무를 이관받아 해양수산부의 외청인 해양경찰청으로 독립.[14]
- 2018년 11월 27일: 인천 송도신도시로 청사 이전.[15]

### 명칭
2004년 해양경찰의 영문 명칭이 종전의 POLICE에서 Coast Guard로 변경되었다. 이는 예전 해무청 시절 잠깐 쓰였던 용어로 여러 부분의 의미를 함축하고 있다. 특히 신분변화를 담고 있는데 1차 시도는 김영삼 정부 시절 해양수산부 장관이 각 지방해운항만청과 해양경찰청을 통합하여 해양안전청을 설립하고 해양경찰의 수사·정보 기능은 육상경찰로 이관하는 발표를 하였다. 당시 해양경찰관들의 거센 반발로 이는 철회되었다.
2차 시도는 노무현 정부 시절 최낙정 해양수산부 장관이 해양경찰 인사권을 경찰청으로부터 독립시키겠다는 주장과 함께 신분의 변화를 암시하면서 파동이 커졌다. 당시 경찰 신분 유지를 원하던 직원들의 거센 반발과 최낙정 장관의 연이은 발언 파동으로 장관직에서 물러나면서 일단락되었다.
3차 시도는 이승재 해양경찰청장 시절 시도되어 해양경찰청의 영문 명칭이 'Maritime Police'에서 'Coast Guard'로 변경되었다. 당시 직원들의 거센 반발로 인해 영문 명칭은 대외적으로는 'Coast Guard', 대내적으로는 'Police'를 병행할 것을 지시하여 1000톤급 이상 선박의 경우에만 'Coast Guard'로 도색을 바꾸었다. 당시 해양경찰청은 "기존 영문명에 대한 외국인들의 인지도가 낮아 위상 정립 차원에서 바꾼 것"이라며 "이것이 바뀌었다고 해양경찰관의 신분이나 사법권에 영향을 미치지는 않는다"라고 밝혔다. 이 경우에도 일선 경찰의 반발이 심하였으며 반발의 핵심적 이유는 사법권의 축소 우려와 기존 1·2차 때 시도되었던 경찰공무원에서 공안직 공무원으로 신분변경의 우려 때문이었다.

## 조직
| 국                 | 담당관실·과                                                                                |
| 청장 산하 하부조직 | 청장 산하 하부조직                                                                         |
| ------------------ | ------------------------------------------------------------------------------------------ |
|                    | 대변인실                                                                                   |
| 차장 산하 하부조직 |                                                                                            |
| 기획조정관실       | 기획재정담당관실ㆍ혁신행정법무담당관실ㆍ인사담당관실ㆍ교육훈련담당관실ㆍ해양치안빅데이터팀 |
|                    | 감사담당관실ㆍ양성평등정책팀ㆍ운영지원과                                                   |
| 경비국             | 경비과ㆍ종합상황실ㆍ해상교통관제과ㆍ해양경비기획팀                                         |
| 구조안전국         | 해양안전과ㆍ수색구조과ㆍ수상레저과                                                         |
| 수사국             | 수사기획과ㆍ수사심사과ㆍ형사과ㆍ과학수사팀                                                 |
| 국제정보국         | 정보과ㆍ외사과ㆍ보안과ㆍ국제협력과                                                         |
| 해양오염방제국     | 방제기획과ㆍ기동방제과ㆍ해양오염예방과                                                     |
| 장비기술국         | 장비기획과ㆍ장비관리과ㆍ항공과ㆍ정보통신과                                                 |

### 소속기관
- 청장의 관장 사무를 지원하는 기관
  - 해양경찰교육원, 중앙해양특수구조단
- 청장의 관장 사무를 분장하는 기관
  - 지방해양경찰청
    - 해양경찰서
- 청장의 관장 사무를 지원하는 책임운영기관
  - 해양경찰정비창

## 사진

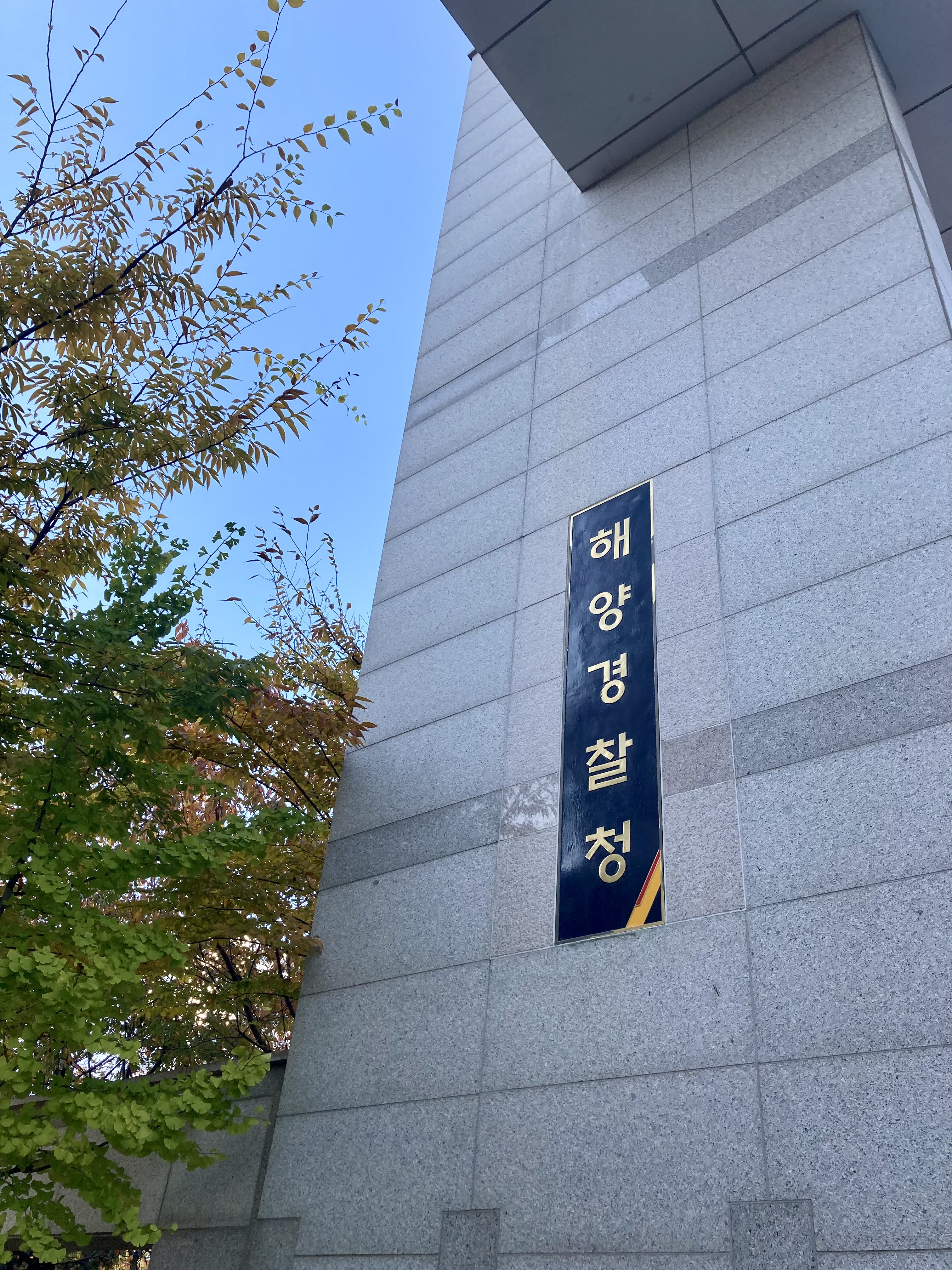
해양경찰청 현판(2024년도)
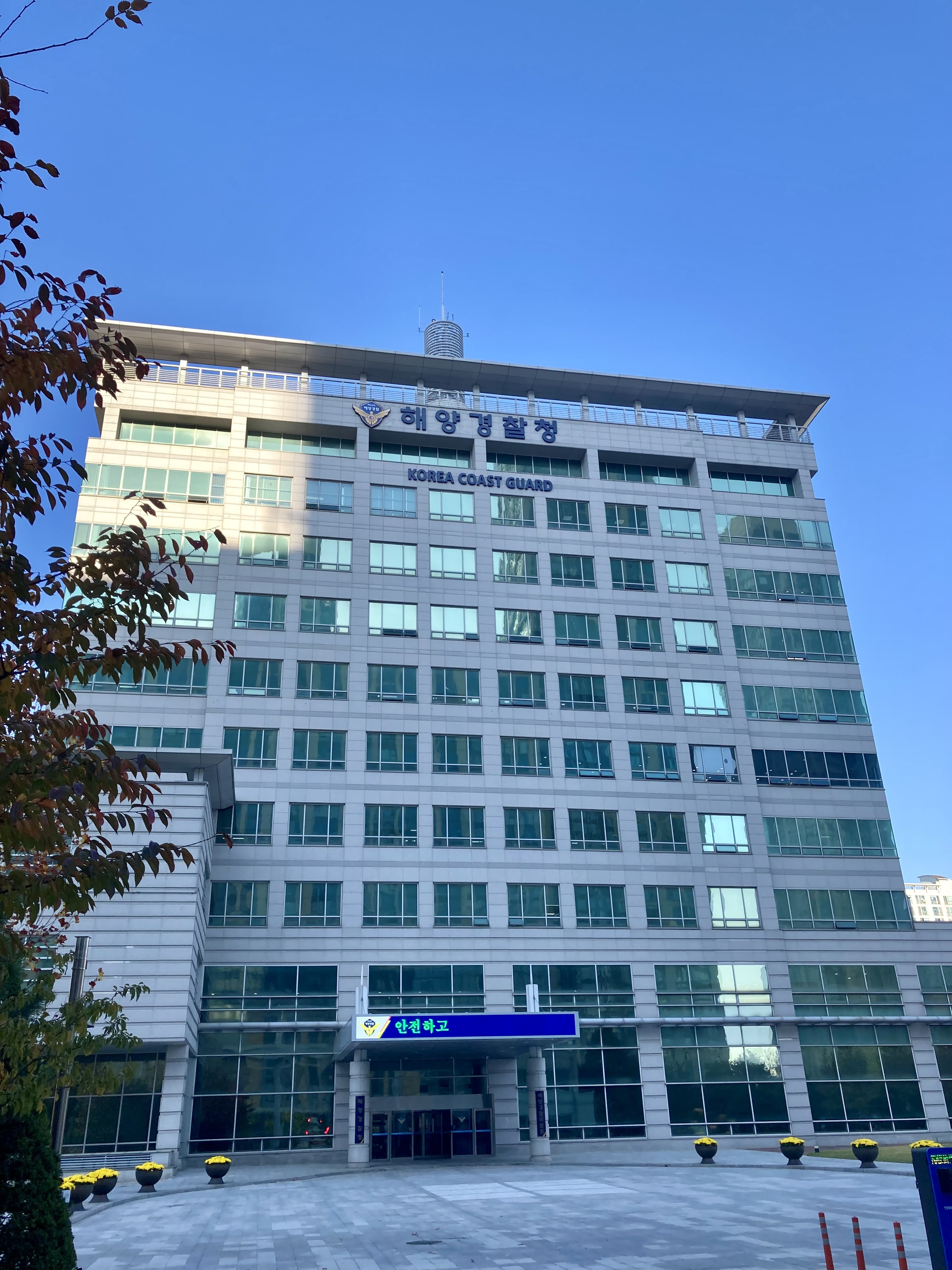
해양경찰청(본관, 연수구 해돋이로 130)
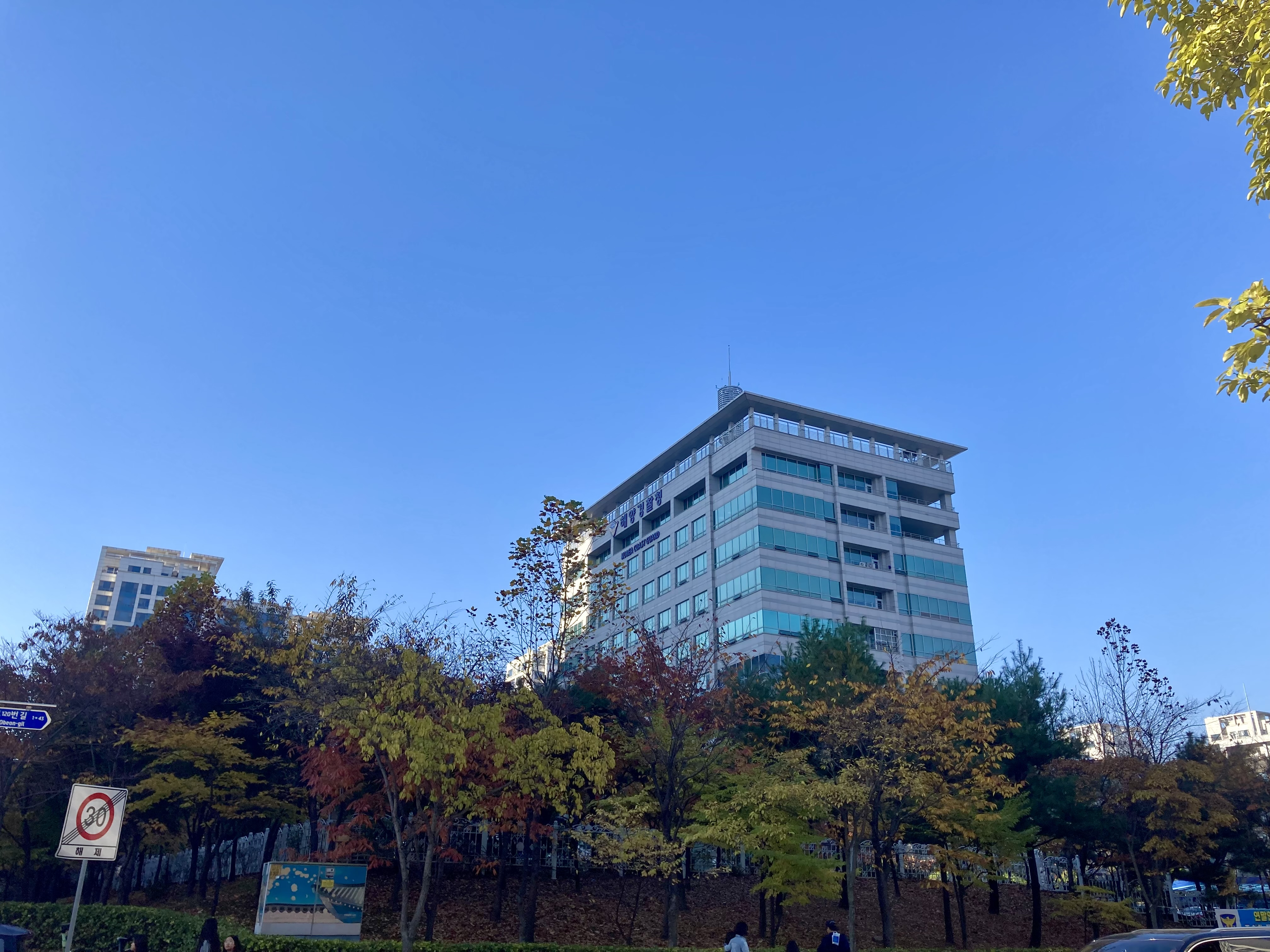
해양경찰청의 가을(2024년)

## 정원
해양경찰청에 두는 공무원의 정원은 다음과 같다.
| 총계          | 총계              | 521명 |
| ------------- | ----------------- | ----- |
| 경찰공무원 계 | 경찰공무원 계     | 423명 |
|               | 치안총감          | 1명   |
|               | 치안정감          | 1명   |
|               | 치안감            | 3명   |
|               | 경무관            | 3명   |
|               | 총경              | 20명  |
|               | 경정 이하         | 395명 |
|               |                   |       |
| 일반직 계     | 일반직 계         | 98명  |
|               | 고위공무원단      | 1명   |
|               | 3급 이하 5급 이상 | 30명  |
|               | 6급 이하          | 67명  |

## 재정
총수입·총지출 기준 2023년 재정 규모는 다음과 같다.
| 구분     | 세입예산       | 작년 대비 증감 |
| -------- | -------------- | -------------- |
| 일반회계 | 53억 8800만 원 | +2.75%         |
|          |                |                |
| 합계     | 53억 8800만 원 | +2.75%         |

| 구분     | 구분     | 세출예산             | 작년 대비 증감 |
| -------- | -------- | -------------------- | -------------- |
| 일반회계 | 일반회계 | 1조 8108억 8100만 원 | +7.43%         |
|          | 해경     | 1조 7788억 7300만 원 | +6.89%         |
|          | 해양환경 | 320억 800만 원       | +49.2%         |
|          |          |                      |                |
| 합계     | 합계     | 1조 8108억 8100만 원 | +7.43          |

## 장비

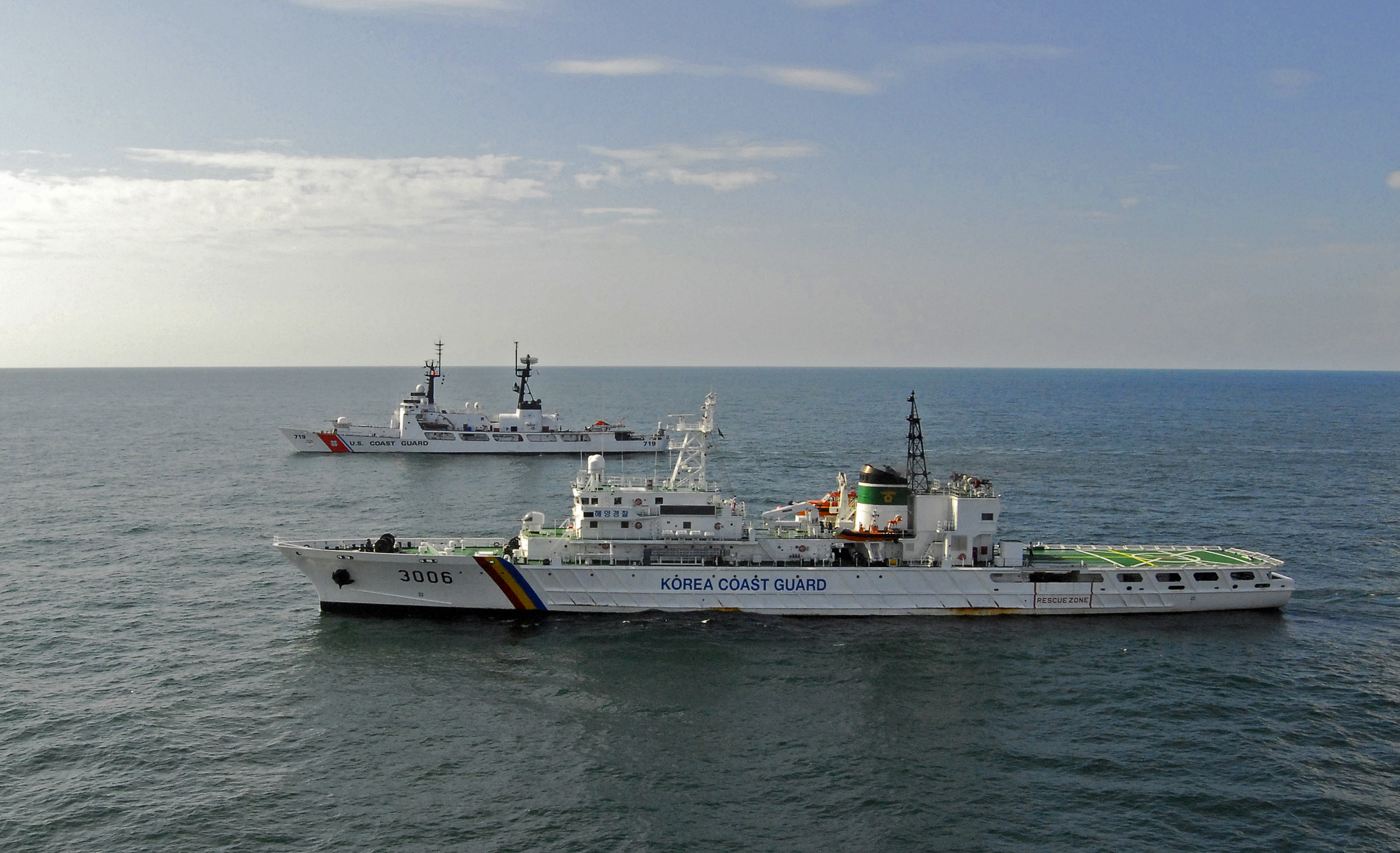
2007년 8월의 태평양 6호

| 5000톤급 - 5001함(삼봉호), 동해지방해양경찰청 소속 동해해양경찰서 배치 5002함(이청호함), 제주해양경찰청 소속 제주서귀포해양경찰서 배치 3000톤급(태평양급 경비함) - 3012함(주작함), 제주지방해양경찰청 소속 제주해양경찰서 배치 - 3011함(바다로), 해양경찰청 소속 인천해양경찰서 배치 - 3010함(태평양10호), 서해지방해양경찰청 소속 군산해양경찰서 배치 - 3009함(태평양9호), 서해지방해양경찰청 소속 목포해양경찰서 배치 - 3008함(태평양8호), 해양경찰청 소속 인천해양경찰서 배치 - 3007함(태평양7호), 동해지방해양경찰청 소속 동해해양경찰서 배치 - 3006함(태평양6호), 제주지방해양경찰청 소속 서귀포해양경찰서 배치 - 3005함(태평양5호), 해양경찰청 소속 인천해양경찰서 배치 - 3003함(태평양3호), 서해지방해양경찰청 소속 목포해양경찰서 배치 - 3002함(태평양2호), 제주지방해양경찰청 소속 제주해양경찰서 배치 - 3001함(태평양1호), 남해지방해양경찰청 소속 부산해양경찰서 배치 1500톤급(제민급 경비함) - 1513함(제민13호), 동해지방해양경찰청 소속 동해해양경찰서 배치 - 1512함(제민12호), 동해지방해양경찰청 소속 동해해양경찰서 배치 - 1511함(제민11호), 동해지방해양경찰청 소속 동해해양경찰서 배치 - 1510함(제민10호), 동해지방해양경찰청 소속 포항해양경찰서 배치 - 1509함(제민9호), 서해지방해양경찰청 소속 목포해양경찰서 배치 - 1508함(제민8호), 제주지방해양경찰청 소속 서귀포해양경찰서 배치 - 1507함(제민7호), 서해지방해양경찰청 소속 태안해양경찰서 배치 - 1506함(제민6호), 서해지방해양경찰청 소속 목포해양경찰서 배치 - 1505함(제민5호), 제주지방해양경찰청 소속 제주해양경찰서 배치 - 1503함(제민3호), 남해지방해양경찰청 소속 부산해양경찰서 배치 - 1502함(제민2호), 제주지방해양경찰청 소속 제주해양경찰서 배치 - 1501함(제민1호), 제주지방해양경찰청 소속 서귀포해양경찰서 배치 1000톤급(한강) - 1010함(한강10호), 남해지방해양경찰청 소속 통영해양경찰서 배치 - 1009함(한강9호), 남해지방해양경찰청 소속 울산해양경찰서 배치 - 1008함(한강8호), 동해지방해양경찰청 소속 포항해양경찰서 배치 - 1007함(한강7호), 서해지방해양경찰청 소속 목포해양경찰서 배치 - 1006함(한강6호), 서해지방해양경찰청 소속 목포해양경찰서 배치 - 1005함(한강5호), 남해지방해양경찰청 소속 부산해양경찰서 배치 - 1003함(한강3호), 동해지방해양경찰청 소속 포항해양경찰서 배치 - 1002함(한강2호), 해양경찰청 소속 인천해양경찰서 배치 - 1001함(한강1호), 서해지방해양경찰청 소속 군산해양경찰서 배치 | 500톤급(태극) - 517함(태극17호) 남해지방해양경찰청 소속 여수해양경찰서 - 516함(태극16호) 서해지방해양경찰청 소속 평택해양경찰서 - 515함(태극15호) 남해지방해양경찰청 소속 통영해양경찰서 - 513함(태극13호) 서해지방해양경찰청 소속 목포해양경찰서 - 512함(태극12호) 남해지방해양경찰청 소속 통영해양경찰서 - 511함(태극11호) 중부지방해양경찰청 소속 보령해양경찰서 - 510함(태극10호) 동해지방해양경찰청 소속 속초해양경찰서 - 509함(태극9호) 동해지방해양경찰청 소속 속초해양경찰서 - 508함(태극8호) 남해지방해양경찰청 소속 여수해양경찰서 - 507함(태극7호) 동해지방해양경찰청 소속 포항해양경찰서 - 506함(태극6호) 제주지방해양경찰청 소속 서귀포해양경찰서 - 505함(태극5호) 동해지방해양경찰청 소속 속초해양경찰서 - 503함(태극3호) 인천해양경찰서 - 502함(태극2호) 인천해양경찰서 - 501함(태극1호) 인천해양경찰서 300톤급(해우리) 250톤급(해우리) | 100톤급(해누리) 50톤급(P정) 30톤급(형사기동정) 소방정 - 소방1호정, 울산해양경찰서 배치 방제정 예인정(T정) 호퍼크래프트(수륙양용정, H정) 순찰정(S정, M정) 잠수지원정 - D - 10 고정익 기 총 6대 - CL-604(B701 챌린저호) 1대 - C-212(B702) 1대 - CN-235-220M(B703~706) 4대 회전익 헬기 총 20대 - 카모프 Ka-32(B502~509) 8대 - AS-565(B510~515) 5대 - AW-139(B517~518) 2대 - S-92(B519~520) 2대 - 수리온(B521~523) 3대 |

## 상징
|                       |
| 대한민국 해양경찰청기 |

|                 |
| 해양경찰청 휘장 |

## 같이 보기
- 대한민국의 해양경찰청장
- 대한민국의 해양경찰청 차장
- 대한민국 경찰공무원의 계급 목록
- 대한민국 국군
  - 대한민국 해군(ROKN)
    - 대한민국 해병대(ROKMC)
- 미국 해안경비대(USCG)
- 일본 해상보안청(JCG)
- 중국 해경국(영어판)
- 캐나다 해안경비대(영어판)
- 러시아 국경수비 해안경비대(영어판)

### 내용주
1. ↑  2024년 12월 13일까지 존속하는 한시조직.
2. ↑  개방형 직위.
3. ↑  2024년 7월 31일까지 존속하는 한시조직.
4. ↑  2025년 5월 31일까지 존속하는 한시조직.
5. ↑  2024년 12월 31일까지 존속하는 한시조직.

### 참조주
1. 1 2  「해양경찰청과 그 소속기관 직제」 별표 4
2. 1 2  기획재정부. “열린재정 > 재정연구분석 > 재정분석통계 > 예산편성현황(총수입)”. 《열린재정》. 2023년 2월 26일에 확인함.
3. 1 2  기획재정부. “열린재정 > 재정연구분석 > 재정분석통계 > 세목 예산편성현황(총지출)”. 《열린재정》. 2023년 2월 26일에 확인함.
4. ↑  신지홍 (2014년 5월 19일). “朴대통령 "해양경찰청 해체…조만간 정부조직법 개정"”. 《연합뉴스》. 2014년 5월 19일에 확인함.
5. ↑  대통령령 제844호
6. ↑  대통령령 제1010호 및 대통령령 제1083호
7. ↑  법률 제1048호
8. ↑  법률 제4268호 및 법률 제4369호
9. ↑  법률 제5153호
10. ↑  황금천 (2005년 11월 18일). “[인천/경기]해양경찰청 28일 송도 새청사로 이전”. 《동아일보》. 2017년 7월 28일에 확인함.
11. ↑  법률 제8852호
12. ↑  법률 제11690호
13. ↑  법률 제12844호
14. ↑  법률 제14839호
15. ↑  손현규 (2018년 11월 27일). “2년 3개월만에 인천 복귀한 해경청, 새 현판 걸고 입주식”. 《연합뉴스》 (인천). 2018년 11월 29일에 확인함.